# Lipa Tylna
Lipa Tylna (niem. Hinter Lippa, 1938–1945 Hinter Oppendorf) – osada leśna w Polsce położona w województwie warmińsko-mazurskim, w powiecie piskim, w gminie Pisz.
W latach 1975–1998 miejscowość administracyjnie należała do województwa suwalskiego.